# Sunn O)))
Nezaměňovat s britskou kapelou s podobným názvem Sunn ■]]].

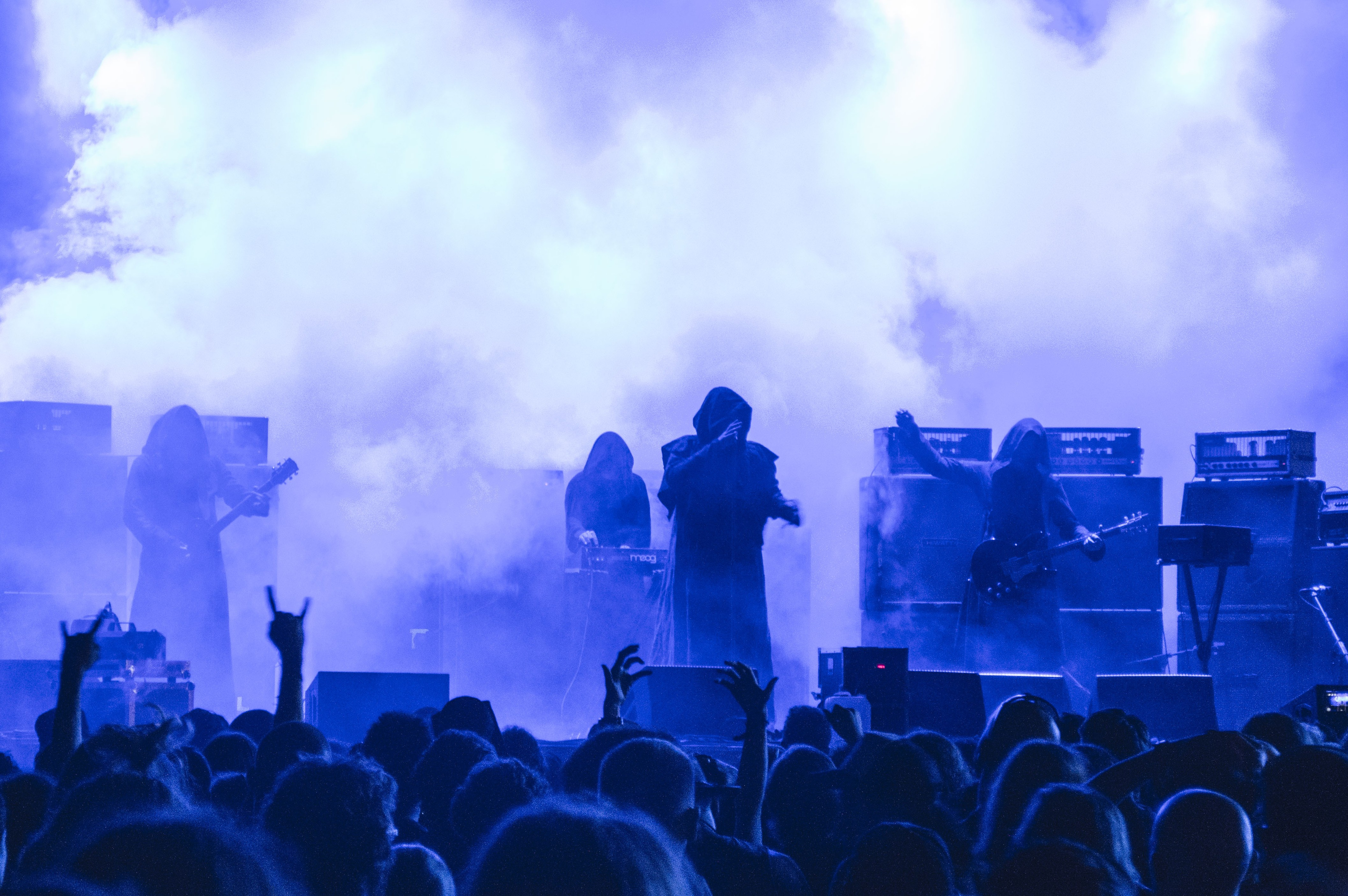
Sunn O))) v typických kápích, Brutal Assault, 2015

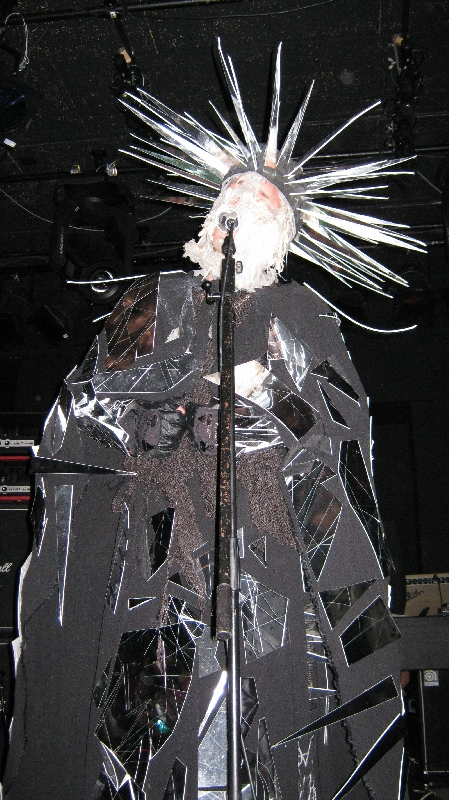
Attila Csihar (mj. ex-Tormentor, ex-Mayhem) při živém vystoupení s kapelou v roce 2009

Sunn O))), psáno i jako sunn O))) nebo sunn 0))), je americká kapela založená v roce 1998. Její tvorbu lze popsat jako drone metal, doom metal a dark ambient. Styl se vyznačuje extrémně pomalým tempem a silně zkresleným zvukem kytar, téměř absencí melodie a rytmu a zřídkavým využitím bicích.
V letech 1996–1998 skupina existovala pod názvem Mars a působila ve městě Seattle. Poté se členové přestěhovali do Los Angeles a změnili název. Zakládajícími členy jsou Stephen O'Malley (hrál i v kapelách Khanate, Burning Witch, Sarin, Teeth of Lions Rule the Divine, Lotus Eaters, Ginnungagap, Thorr's Hammer, Fungal Hex, KTL, Æthenor, Gravetemple) a Greg Anderson (z Goatsnake, Thorr's Hammer, Burning Witch, Teeth of Lions Rule the Divine, Brotherhood, Engine Kid, False Liberty, Burial Chamber Trio, Ascend). Se skupinou vystupoval na koncertech i maďarský zpěvák Attila Csihar známý především z působení v black metalových kapelách Tormentor (Maďarsko) a Mayhem (Norsko).
V roce 1999 vyšlo demo The Grimmrobe Demos a v roce 2000 první studiové album s názvem ØØ Void vydané společností Hydra Head Records.

## Logo a název
Logo kapely Sunn O))) je převzato od emblému firmy Sunn, amerického výrobce zesilovačů. Vedle nápisu Sunn je kruh a šířící se vlny. Název vznikl i na počest kapely Earth, průkopníka drone metalu. Dle Stephena O'Malleyho šlo i o jakousi hříčku, kdy Sunn lze pojmout také jako Sun (česky Slunce) v protikladu k Earth (česky Země). Mimo charakteristického loga je kapela snadno rozpoznatelná i díky dlouhým kápím, které její členové nosí na koncertech a prezentují se v nich i ve videoklipech.

## Diskografie
Dema
- The Grimmrobe Demos (1999)
- Rehearsal Demo Nov 11 2011 (2012)
- LA Reh 012 (2014)

Studiová alba
- ØØ Void (2000)
- Flight of the Behemoth (2002)
- White1 (2003)
- White2 (2004)
- Black One (2005)
- Oracle (2007)
- Monoliths & Dimensions (2009)
- Kannon (2015)

EP
- Veils It White (2003)
- Cro-Monolithic Remixes for an Iron Age (2004)
- Candlewolf of the Golden Chalice (2005)

Live alba
- LXNDXN Subcamden Underworld Hallo'Ween 2003 (2003)
- Live White (2004)
- Live Action Sampler (2004)
- La Mort Noir dans Esch/Alzette (2006)
- Dømkirke (2008)
- (初心) Grimmrobes Live 101008 (audiokazeta prodávaná na světovém turné 2009)(2009)
- Live At Primavera Sound Festival 2009 On WFMU (Free Music Archive 2009)
- Agharti Live 09-10 (vinyl 2011)

Singly
- The Horn and the Spear (EMS remix) (2004)

Split nahrávky a kolaborační alba
- Angel Coma (limitovaná edice split singlu společně s Earth) (2006)
- Altar (spolupráce s japonskou kapelou Boris, LP 2006)
- "Che" (společně s Pan Sonic) (12" EP 2008)
- Sunn O))) Meets Nurse With Wound: The Iron Soul Of Nothing [2LP Edition] (Ideologic Organ, 2011)
- Terrestrials (spolupráce s norskou kapelou Ulver, 2014)
- Soused (spolupráce se zpěvákem Scottem Walkerem, září 2014)[4]